# Liste der Kulturdenkmale in Lohsa

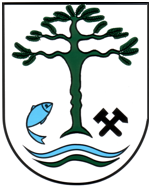
Wappen

In der Liste der Kulturdenkmale in Lohsa sind die Kulturdenkmale der sächsischen Gemeinde Lohsa verzeichnet, die bis September 2024 vom Landesamt für Denkmalpflege Sachsen erfasst wurden (ohne archäologische Kulturdenkmale). Die Anmerkungen sind zu beachten.
Diese Liste ist eine Teilliste der Liste der Kulturdenkmale im Landkreis Bautzen.

## Lohsa
| Bild                                    | Bezeichnung | Lage                                                                    | Datierung | Beschreibung | ID       |
| --------------------------------------- | --- | ----------------------------------------------------------------------- | --- | --- | -------- |
| Direkt Bild zu diesem Denkmal hochladen | Wegestein | (nördlich vom Ort, gegenüber dem Speicherbecken der Kläranlage) (Karte) | 19. Jahrhundert                                                                                                  | Verkehrsgeschichtlich von Bedeutung, ca. 1,50 m hoher Granit mit abgefasten Ecken, oberes Drittel als Quader mit pyramidalem Abschluss geformt | 08985532 |
|                                         | Denkmal für Pfarrer Handrij Zejler (1835–1872) | Am Markt (Karte)                                                        | 1931 | Zur Erinnerung an den Pfarrer Handrij Zejler (1835–1872), ortsgeschichtlich von Bedeutung. An der marktseitigen Einfriedungsmauer des ehemaligen Rittergutes gelegen, Denkmal mit symmetrisch gestalteten Granitsteinen, auf dem Mittelteil Porträtbüste aus Bronze, sorbische Inschrift. Handrij Zejler war 1835–1872 Pfarrer in Lohsa. | 08985523 |
| Weitere Bilder                          | Wohnstallhaus | Am Markt 2 (Karte)                                                      | 1. Hälfte 19. Jahrhundert                                                                                        | Obergeschoss Fachwerk, baugeschichtlich und ortsbildprägend von Bedeutung, Erdgeschoss massiv, geringe Veränderungen (Türöffnung) sonst Fenster und Türen mit flachem Segmentbogen, im Stallteil preußische Kappen, Obergeschoss mit zweiriegeligem Fachwerk, Eckstreben, Giebelseite aufgebrettert, rückseitige Giebelseite verbrettert, Satteldach | 08985526 |
| Weitere Bilder                          | Gesindehaus des ehemaligen Rittergutes mit Resten der nordöstlichen Einfriedungsmauer | Am Rathaus 1 (Karte)                                                    | 18. Jahrhundert                                                                                                  | Heute Rathaus, stattlicher Baukörper mit Putzquaderung, hohes Krüppelwalmdach mit markanten langen Dachhechten, baugeschichtlich und ortsgeschichtlich von Bedeutung. - Gesindehaus: zweigeschossiger, massiver Baukörper mit Putzquaderung, profiliertes Gesims, zum Teil noch Kreuzstockfenster, Öffnungen zum Teil verändert, betonter Eingangsbereich mit Pilastern und Blendbögen, hohes Krüppelwalmdach mit Biberschwanz-Kronendeckung und markanten langen Dachhechten, kräftiger Schornstein mit ornamentaler Gestaltung, Bergetür, innen zum Teil noch Gewölbe - Einfriedungsmauer: ca. 1 m hohe, sehr breite, nach innen abgeschrägte Natursteinmauer, verputzt, unregelmäßige Natursteinplatten als Auflage - Schmiede sowie drei zusätzliche Seitengebäude (an der Straße liegender Kopfbau, rechtwinklig anschließendes Seitengebäude sowie eine langgestreckte Scheune an der Straße) wurden vor 2006 abgebrochen (Schmiede: Putzbau mit umlaufender Blendarkatur, Gebäude teils von herausragender architektonischer Qualität mit Resten so genannter „Revolutionsarchitektur“). Abbruchgenehmigung für Wirtschaftsgebäude 1993 erteilt, vor 2006 abgebrochen. - Zustand 2011: das Rittergutsgelände wurde großzügig beräumt, heute nur noch das sanierte Gesindehaus und nordöstliche Einfriedungsmauer erhalten, das Gesindehaus besaß wie das gesamte Rittergut die Anschrift Kirchstraße 14, 14a, heute Am Rathaus 1 | 08985456 |
| Direkt Bild zu diesem Denkmal hochladen | Wohnhaus | Görlitzer Straße 4 (Karte)                                              | 1. Hälfte 19. Jahrhundert                                                                                        | Obergeschoss Fachwerk verputzt, Holzkonstruktion intakt, Relikt der Dorfbebauung im Umfeld von Kirche und Markt, baugeschichtlich von Bedeutung, Erdgeschoss massiv, Fenster vergrößert, zum Teil alte Kastenfenster, alte Tür, Obergeschoss mit ursprünglichen Öffnungen, Satteldach, ein Giebel verschiefert, einer verbrettert | 08985515 |
| Direkt Bild zu diesem Denkmal hochladen | Gemeindeamt | Hauptstraße 27 (Karte)                                                  | Um 1930 | Zeittypischer Putzbau, im originalen Aussehen weitgehend erhalten, baugeschichtlich und ortsgeschichtlich von Bedeutung, zweigeschossig, originale Kastenfenster, Schlagläden, runder Vorbau an der Rückseite, hohes Walmdach, Biberschwanzdeckung, Schleppgaupen, unpassend erneuerte Türen | 08985529 |
| Direkt Bild zu diesem Denkmal hochladen | Schule | Hauptstraße 36 (Karte)                                                  | Um 1900 | Heute Kindergarten, Klinkerbau mit farblich ornamentaler Gliederung, baugeschichtlich und ortsgeschichtlich von Bedeutung, zweigeschossig, gelber Klinker, Türen und Fenster mit Segmentbogen, Fenster untypisch erneuert, alte Tür, Segmentbogen, Zierbänder, Gesims und Traufzone mit schwarzem Klinker, Mittelrisalit mit Dacherker, Satteldach, Biberschwanz-Kronendeckung, rückwärtig moderner Anbau | 08985527 |
|                                         | Zwei Mord- und Sühnekreuze | Kirchstraße (gegenüber der Kirche) (Karte)                              | 15.–17. Jahrhundert                                                                                              | Ortsgeschichtlich von Bedeutung, zwei ca. 80 cm hohe Kreuze in der Mauer des ehemaligen Schlosses, beide mit eingeritztem Schwert | 08985521 |
| Weitere Bilder                          | Denkmal für die Gefallenen des Ersten Weltkrieges | Kirchstraße (gegenüber Kirche) (Karte)                                  | 1920er Jahre | Im Halbkreis aufgestellte Granitstelen mit zusammenfassendem architravähnlichem Abschluss, davor im Mittelpunkt ein Obelisk, ortsgeschichtlich von Bedeutung. Anlage durch drei Treppenstufen horizontal gegliedert, Obelisk mit Inschrift: „Unseren tapferen Helden, die im Weltkrieg 1914-18 für ihr Vaterland starben/die 11 Gemeinden der Parochie Lohsa“ und Eisernes Kreuz, rückwärtig 11 Stelen (Weißkollm, Scheibe, Ratzen, Neida, Mortka, Litschen, Lippen, Friedersdorf, Driewitz, Dreiweibern, Lohsa). | 08985520 |
|                                         | Sowjetisches Ehrenmal in gärtnerisch gestalteter Anlage mit Obelisk | Kirchstraße (gegenüber Kirche) (Karte)                                  | Nach 1945 | Grabstätte von 60 sowjetischen und fünf polnischen Soldaten, geschichtlich von Bedeutung, Obelisk auf zweifach abgetrepptem Sockel mit Schrifttafel aus poliertem rotem Granit, flankiert von je einem gemauerten Pfeiler, davor rechteckige Anlage mit zwei Grabfeldern mit je zwei Blumenkübeln, gerahmt von gemauerten, mit eisernen Profilstäben verbundenen, gemauerten Pfeilern mit pyramidalem Aufsatz, Fußboden mit Belag aus rechteckigen Granitplatten | 08985519 |
|                                         | Schule mit angebauter Turnhalle | Kirchstraße 4a (Karte)                                                  | 1955 | Repräsentativer Baukörper mit Putzgliederung und seriellen Fenstergruppen, betonter Eingangszone und Dachreiter, architekturgeschichtlich und ortsgeschichtlich von Bedeutung. Schule dreigeschossig, Lisenengliederung, Fensterspiegel, Klassenzimmer durch Fenstergruppierung ablesbar, vierachsige Eingangszone mit Vordach mit Säulen, Fenster hier durch kräftige Profile zusammengefasst, Satteldach, Dachreiter mit Uhr und Kuppel verschiefert, rückwärtiger Flügel mit Aula, dort noch originale Fenster, zweigeschossiger Anbau mit Kastenfenster. Angebaute Turnhalle: Baukörper erhalten, hohe Fenster verkürzt. | 08985530 |
| Weitere Bilder                          | Evangelische Pfarrkirche, vier Grabmale an der nördlichen Kirchenwand und straßenseitiges Einfriedungsgitter sowie Friedhofskapelle und Soldatengrab für Gefallene des Zweiten Weltkrieges auf dem angrenzenden Friedhof | Kirchstraße 11a (Karte)                                                 | 1637–1651 (Kirche); 17. Jahrhundert (Grabmal); 2. Hälfte 18. Jahrhundert (Friedhofskapelle); 1945 (Soldatengrab) | Barocke Saalkirche mit Westturm und geradem Chorabschluss, Friedhofskapelle weitgehend im ursprünglichen Aussehen erhaltener klassizistischer Bau in qualitätvoller Ausführung (ursprünglich Gruft), baugeschichtlich, ortsgeschichtlich und straßenbildprägend von Bedeutung. - Kirche: Putzbau mit zweigeschossiger Fensteranordnung, zum Teil mit Segmentbögen, am Chorabschluss zwei durchgehende Fenster, Satteldach, über dem Chor mit Krüppelwalm, Biberschwanzdeckung, Fledermausgaupen, Westturm mit Uhr, Ecklisenen, Glockengeschoss durch Gesims abgesetzt und abgerundete Ecken, Pyramidendach - Sandstein-Grabmale: ca. 1,80 m hoch, Reliefs mit gerafften Tüchern mit Inschrift zur Lebensgeschichte der Verstorbenen, umgeben teils von Wappen-Kartuschen, Ornament oder Symbolen - Einfriedung: filigranes Gitter - Soldatengrab: Granitsockel, darauf ca. 1,20 m hoher polierter schwarzer Granitstein mit Relief mit Blumenkorb und Inschrift: „Hier ruhen 40 deutsche Soldaten und 2 Zivilpersonen, die im April 1945 starben. Im treuen Gedenken die Gemeinschaft Lohsa“, darauf kleiner Kreuzaufsatz - Friedhofskapelle: rechteckiger Bau mit aufwendiger Pilastergliederung und kräftig profilierten Giebelaufsätzen, rundbogiger Eingang mit Akanthusstein, alte Tür, im Giebel Kartusche mit Krone und Eichenlaub, flaches Satteldach, der Kirchhof und der angrenzende Friedhof besitzen keinen Denkmalwert    | 08985518 |
| Direkt Bild zu diesem Denkmal hochladen | Wohnhaus (ohne Anbau) | Kirchstraße 17 (Karte)                                                  | Mitte 19. Jahrhundert                                                                                            | Obergeschoss Fachwerk verputzt, baugeschichtlich von Bedeutung, Erdgeschoss massiv, teils verändert, Fenster in originaler Größe, eins zugesetzt, verputzt, Krüppelwalmdach, Biberschwanz-Kronendeckung | 08985525 |

## Driewitz
| Bild                                    | Bezeichnung | Lage                                                         | Datierung       | Beschreibung | ID       |
| --------------------------------------- | ----------- | ------------------------------------------------------------ | --------------- | --- | -------- |
| Direkt Bild zu diesem Denkmal hochladen | Grenzstein  | (Straße Drehna – Driewitz, Flurstück 187) (Karte)            | 19. Jahrhundert | Ortsgeschichtlich von Bedeutung, ca. 40 cm hohe Granittafel, Schrift größtenteils nicht lesbar                                                                                               | 08985460 |
| Direkt Bild zu diesem Denkmal hochladen | Wegestein   | (Straße zwischen Drehna und Driewitz, Flurstück 184) (Karte) | 19. Jahrhundert | Verkehrsgeschichtlich von Bedeutung, ca. 1,50 m hoher Granitstein, zurzeit ausgehoben und quergelegt                                                                                         | 08985459 |
| Direkt Bild zu diesem Denkmal hochladen | Wegestein   | Hermsdorfer Weg (Ecke Drehnaer Straße) (Karte)               | 19. Jahrhundert | Verkehrsgeschichtlich von Bedeutung, ca. 1 m hohe Granitstele mit flachpyramidalem Abschluss, Aufschrift erneuert                                                                            | 08985463 |
| Direkt Bild zu diesem Denkmal hochladen | Scheune     | Hermsdorfer Weg 7 (Karte)                                    | Um 1820         | Mächtiger Baukörper mit Krüppelwalmdach, Relikt der ursprünglichen Bebauung, baugeschichtlich und straßenbildprägend von Bedeutung, Putzbau, zwei große Durchfahrtstore, sparsame Putzbänder | 08985462 |
| Direkt Bild zu diesem Denkmal hochladen | Wegestein   | Lippener Weg (Ecke Drehnaer Straße) (Karte)                  | 19. Jahrhundert | Verkehrsgeschichtlich von Bedeutung, ca. 1 m hohe Granitstele mit flachpyramidalem Abschluss                                                                                                 | 08985461 |

## Friedersdorf
| Bild                                    | Bezeichnung                  | Lage                                                 | Datierung       | Beschreibung | ID       |
| --------------------------------------- | ---------------------------- | ---------------------------------------------------- | --------------- | --- | -------- |
| Direkt Bild zu diesem Denkmal hochladen | Wegestein                    | (Flurstücke 46/2; 32/2) (Karte)                      | 19. Jahrhundert | Verkehrsgeschichtlich von Bedeutung, ca. 1,30 m hoch, flachpyramidaler Abschluss, Schriftfeld erneuert | 08985484 |
| Direkt Bild zu diesem Denkmal hochladen | Wegestein und Grenzstein     | (Flurstücke 33/1; 34) (Karte)                        | 19. Jahrhundert | Verkehrsgeschichtlich und ortsgeschichtlich von Bedeutung. Wegestein ca. 1,30 hoch, bis zum Schriftfeld abgefaste Ecken, flachpyramidaler Abschluss, Schriftfeld erneuert. Grenzstein ca. 40 cm hoch, segmentbogiger Abschluss, Schrift zum Teil lesbar: Grenze zwischen Mortka und Friedersdorf. | 08985483 |
| Direkt Bild zu diesem Denkmal hochladen | Wegestein                    | Am Silbersee (Ecke Altfriedersdorfer Straße) (Karte) | 19. Jahrhundert | Verkehrsgeschichtlich von Bedeutung, ca. 1,50 m hohe Granitstele, Schaft mit abgefasten Kanten, oberes Viertel der Stele Kubus mit Schriftfeld (erneuert) und flachpyramidalem Abschluss | 08985539 |
| Direkt Bild zu diesem Denkmal hochladen | Wohnhaus eines Vierseithofes | Am Wiesengrund 6 (Karte)                             | 18. Jahrhundert | Stattliche Kubatur mit mächtigem Krüppelwalmdach, baugeschichtlich und ortsbildprägend von Bedeutung. Ehemaliges Gutshaus (?), hohes Sockelgeschoss, zweigeschossig, massiv, zweiläufige Treppe mit Brüstungsmauer, zum Teil noch Kreuzstockfenster, Rückseite mit dreiachsigem Mittelrisalit und Segmentbogenfenster, in zwei Geschossen Fledermausgaupen, Biberschwanzdeckung, aufwendig profilierte Traufe. | 08985486 |
| Direkt Bild zu diesem Denkmal hochladen | Wegestein                    | Am Wiesengrund 46 (vor) (Karte)                      | 19. Jahrhundert | Verkehrsgeschichtlich von Bedeutung, ca. 1,20 m hoher Granitstein mit flachpyramidalem Abschluss, Schriftfeld erneuert | 08985482 |

## Groß Särchen
| Bild                                    | Bezeichnung | Lage                           | Datierung                                 | Beschreibung | ID       |
| --------------------------------------- | --- | ------------------------------ | ----------------------------------------- | --- | -------- |
| Direkt Bild zu diesem Denkmal hochladen | Wohnhaus | Alte Poststraße 14 (Karte)     | Um 1800                                   | Obergeschoss Fachwerk zweiriegelig mit Eckstreben, Seltenheitswert im Ort, baugeschichtlich von Bedeutung, Erdgeschoss massiv, zum Teil verändert, abgeschleppter Anbau massiv, Giebel verkleidet, Satteldach | 08990713 |
| Direkt Bild zu diesem Denkmal hochladen | Wohnhaus | Alte Poststraße 17 (Karte)     | Bezeichnet mit 1796                       | Seltenheitswert im Ort, baugeschichtlich von Bedeutung. Erdgeschoss massiv, Obergeschoss Fachwerk mit Diagonalstreben, zweiriegelig, massiver abgeschleppter Anbau, Giebel verbrettert, Satteldach, Biberschwanzkronendeckung, Haus insgesamt saniert, neuer Dachstuhl etwas flacher geneigt. Inschrift an der Schwelle an der Giebelseite, trotz Veränderungen durch die Sanierung denkmalwürdig. | 08990714 |
|                                         | Wohnhaus | Hauptstraße 13 (Karte)         | 2. Hälfte 19. Jahrhundert                 | Zeittypischer Putzbau mit akzentuierender Gliederung, regionaltypisch, baugeschichtlich von Bedeutung, eingeschossig, mit Drempel, massiv, Ecklisenen, Giebel durch Putzband abgesetzt, angeputzte Faschen, Giebel mit Lünette, Satteldach, Biberschwanzkronendeckung | 08990719 |
|                                         | Wohnhaus eines ehemaligen Vierseithofes | Hauptstraße 21 (Karte)         | 2. Hälfte 19. Jahrhundert                 | Regionaltypisches Beispiel einfacher ländlicher Bebauung, baugeschichtlich von Bedeutung, eingeschossig, angeputzte Faschen, originale Fenster, zum Teil Putzbänder an den Ecken, schmale Traufe, Satteldach, Biberschwanzkronendeckung, zwei Schleppgaupen | 08990720 |
| Weitere Bilder                          | Wohnhaus und seitliche Toreinfahrt | Hauptstraße 35 (Karte)         | Ende 19. Jahrhundert                      | Aufwendig gestalteter villenartiger Klinkerbau, baugeschichtlich und straßenbildprägend von Bedeutung, eingeschossig, gelber Klinker, hohes Natursteinsockelgeschoss mit Fenstern mit Blendsegmentbogen mit Schlussstein, im Hauptgeschoss profilierte Gewände mit Ohren und Zierverdachung, Sohlbänke auf Konsolen, bis ins Dach gezogener Mittelrisalit mit polygonalem Vorbau und rustizierter Eckquaderung, Gurtgesimse, im Giebel Fenster mit Dreiecksverdachung, Oculus, Krüppelwalmdach, mit Dachüberstand, Zierbalken, Treppenpodest mit seitlicher Treppe, originale Tür, Torpfeiler: gelber Klinker mit Diamantquadern, Kämpferplatte als Abschluss, zeittypische Eisentore | 08990722 |
| Direkt Bild zu diesem Denkmal hochladen | Scheune | Hauptstraße 37 (Karte)         | 2. Hälfte 19. Jahrhundert                 | Großer Backsteinbau mit akzentuierender Putzgliederung, baugeschichtlich und straßenbildprägend von Bedeutung, Putzgliederung mit Lisenen und Faschen, Gurtgesims, zwei Durchfahrtstore, Lüftungsöffnungen als ornamentales Gestaltungselement, Satteldach | 08990723 |
| Weitere Bilder                          | Obermühle; Mühle mit Wohnhaus, Produktionsgebäude, Aufbereitungsturm und Mühlgraben                                                            | Mühlstraße 3 (Karte)           | 1920er Jahre                              | Weitgehend erhaltener Mühlenkomplex, baugeschichtlich, ortsgeschichtlich und technikgeschichtlich von Bedeutung. - Wohnhaus: zweigeschossiger Putzbau mit polygonalem Vorbau, zum Teil originale Fenster, Seitenpilaster an der Schmalseite, profilierte Traufe, Krüppelwalmdach, Biberschwanzdeckung - Produktionsgebäude: hinterer Teil Preußisches Fachwerk, Krüppelwalmdach, vorderer Teil dreigeschossiger Putzbau, Bergetür - Aufbereitungsturm: fünfgeschossiger Putzbau, originale Fenster, Satteldach | 08990718 |
| Weitere Bilder                          | Evangelische Pfarrkirche mit Kirchhof, Denkmal für die Gefallenen des Ersten Weltkrieges sowie Einfriedungsmauer mit acht vorgelagerten Linden | Wittichenauer Straße (Karte)   | 1782 (Kirche); nach 1918 (Kriegerdenkmal) | Saalkirche mit Westturm mit oktogonalem Glockengeschoss, baugeschichtlich und ortsgeschichtlich von Bedeutung. Kirche alte Fenster, Biberschwanzdeckung. Kriegerdenkmal: dreiseitig angeordnete Mauern mit zentralem Torbogen eingeschlossen von Jahreszahlen „1914/1918“, rundbogige Blendbögen mit Granittafeln mit Namen der gefallenen Soldaten der einzelnen Ortsteile (Groß Särchen, Maukendorf, Buchwalde, Koblenz), ca. 4 m hohe Pfeiler mit kleinen Kreuzen und Kugel als Abschluss, davor Tafel „Zum ehrenden Andenken an unsere tapferen Beschützer“, vor der Anlage Einfriedungsgitter. Große Saalkirche von 1782. Putzbau mit Satteldach, Segmentbogenfenstern und quadratischem Westturm mit oktogonalem Glockengeschoss, Turmhaube datiert 1927. Im Inneren flachgedeckt, umlaufende Emporen, an der Nord- und Südseite zweigeschossig. Vor der Ostempore der schlichte Kanzelaltar, wohl aus der Erbauungszeit, Kanzelkorb und Christusfigur des Aufsatzes, 19. Jahrhundert. Schlichte steinerne Taufe aus der Erbauungszeit. Neugotischer Orgelprospekt 1867/68 von Conrad Geißler und Friedrich Ladegast, Instrument stark verändert. | 08990709 |
| Weitere Bilder                          | Gasthof „Zum Schwan“ | Wittichenauer Straße 2 (Karte) | Bezeichnet mit 1812                       | Stattlicher Baukörper mit intaktem Wand-Öffnungs-Verhältnis, straßenbildprägend im Kontext der Kirche, baugeschichtlich und ortsgeschichtlich von Bedeutung, zweigeschossig, massiv, über dem Eingang Relief mit Schwan, innen zum Teil noch Gewölbe, Krüppelwalmdach (Dachdeckung und Putz vermutlich in 50er Jahren erneuert), drei ca. 80 cm hohe Zaunsäulen mit abgefasten Ecken, oben etwas abgerundet, an einer Seite Aussparung | 08990707 |

## Hermsdorf/Spree
| Bild                                    | Bezeichnung                                                                | Lage                                                          | Datierung                                     | Beschreibung | ID       |
| --------------------------------------- | -------------------------------------------------------------------------- | ------------------------------------------------------------- | --------------------------------------------- | --- | -------- |
|                                         | Sächsisch-Preußischer Grenzstein: Pilar Nr. 103 sowie drei Läufersteine    | (Flur 3, Flurstück 11) (Karte)                                | Nach 1828                                     | Siehe auch Sachgesamtheitsdokument – Obj. 09305644; vermessungsgeschichtlich und landesgeschichtlich von Bedeutung als Zeitdokument der historischen Grenzziehung zwischen Sachsen und Preußen nach dem Wiener Kongress 1815. Pyramidenstumpf (Grundmaß 53 × 53 cm) aus Granit mit gegenüberliegend eingemeißelter Nummer 103 und Landeskürzel K.P./ K.S. direkt auf der Grenzlinie; zugehörig drei Läufersteine in unregelmäßigen Abständen auf der Grenzlinie. | 09305611 |
|                                         | Sächsisch-Preußischer Grenzstein: Pilar Nr. 104 sowie ein Läuferstein      | (Flur 3, Flurstück 3) (Karte)                                 | Nach 1828                                     | Siehe auch Sachgesamtheitsdokument – Obj. 09305644; vermessungsgeschichtlich und landesgeschichtlich von Bedeutung als Zeitdokument der historischen Grenzziehung zwischen Sachsen und Preußen nach dem Wiener Kongress 1815. Pyramidenstumpf (Grundmaß 53 × 53 cm) aus Granit mit gegenüberliegend eingemeißelter Nummer 104 und Landeskürzel K.P./ K.S. direkt auf der Grenzlinie; zugehörig ein Läuferstein. | 09305612 |
| Direkt Bild zu diesem Denkmal hochladen | Wegestein                                                                  | (südöstlich von Kolbitz; Flur 2a, Flurstücke 92, 110) (Karte) | 19. Jahrhundert                               | Verkehrsgeschichtlich von Bedeutung, ca. 1,30 m hohe Granitstele mit flachpyramidalem Abschluss, geglättetes Schriftfeld (Aufschrift erneuert) | 08985492 |
| Direkt Bild zu diesem Denkmal hochladen | Wegestein                                                                  | (Flur 2a, Flurstücke 238, 263) (Karte)                        | 19. Jahrhundert                               | Verkehrsgeschichtlich von Bedeutung, ca. 1 m hohe, grob behauene Granitstele mit abgerundetem Abschluss, geglättetes Schriftfeld (leicht verwittert) | 08985467 |
| Direkt Bild zu diesem Denkmal hochladen | Kreuzstein                                                                 | (Flur 2b, Flurstück 337/1) (Karte)                            | Bezeichnet mit 1875                           | Ortsgeschichtliche Bedeutung, ca. 70 cm hoher Granitstein, oben abgerundet, Relief mit tiefer liegendem Kreuz, Inschrift „(zum Teil unleserlich) L.H./02. Juli 1875“ | 08985504 |
| Direkt Bild zu diesem Denkmal hochladen | Gedenkstein für Gefallene des Ersten Weltkrieges                           | (gegenüber Friedhof) (Karte)                                  | Nach 1918                                     | Ortsgeschichtlich von Bedeutung, ca. 1 m hoher Granitsockel mit Inschrift „Hier ruhen elf deutsche Soldaten“, darauf große Schale mit Efeubepflanzung | 08985503 |
|                                         | Gartenskulptur der Jagdgöttin Diana                                        | Kastanienweg (am Ende des Weges) (Karte)                      | 19. Jahrhundert                               | Einziger erhaltener Bestandteil der ehemaligen Schlossanlage, künstlerisch und ortsgeschichtlich von Bedeutung, ca. 1,20 m hoher Granitsockel, gusseiserne Figur, etwa Lebensgröße, mit Rehbock, im klassischen Stil | 08985507 |
|                                         | Wohnhaus mit angebautem Seitengebäude und Hofbaum (Eiche)                  | Kastanienweg 5 (Karte)                                        | Um 1800 (Bauernhaus); um 1900 (Seitengebäude) | Wohnhaus Obergeschoss Fachwerk, baugeschichtlich und wirtschaftsgeschichtlich von Bedeutung. - Wohnhaus: Erdgeschoss massiv, Wetterhäuschen, Obergeschoss zweiriegeliges Fachwerk mit Eckstreben, zum Teil alte Kastenfenster, Giebel Fachwerk mit ganz alten Fenstern, Krüppelwalmdach, Biberschwanz-Kronendeckung - angebautes Nebengebäude: eingeschossig, massiv, Backsteingewände mit Segmentbogen, altes zentrales Tor, Satteldach, Biberschwanz-Kronendeckung, Bergetür                                                                                                  | 08985506 |
|                                         | Wohnhaus (Umgebinde), zwei Seitengebäude und Scheune eines Dreiseithofes   | Königswarthaer Straße 5 (Karte)                               | 1. Hälfte 19. Jahrhundert                     | In seiner Struktur erhaltener Hof, Wohnhaus mit in der Region seltenem Umgebinde, baugeschichtlich und straßenbildprägend von Bedeutung. - Wohnhaus: Erdgeschoss zum Teil mit Umgebinde (2/2), zum Teil massiv, Obergeschoss vermutlich Fachwerk, verbrettert, Satteldach, Biberschwanz-Kronendeckung - Nebengebäude: angebaut, massiv, eingeschossig mit Drempel, Satteldach - Scheune: Holzkonstruktion, verbrettert, Satteldach - Nebengebäude (Straße): eingeschossig, Drempel, Putzband und Ecklisenen, Rundbogenfenster im Giebel, Satteldach, Biberschwanz-Kronendeckung | 08985512 |
|                                         | Wohnstallhaus                                                              | Zur Mühle 15 (Karte)                                          | Nach 1900                                     | Weitgehend im ursprünglichen Aussehen erhaltenes einfaches Bauernhaus, baugeschichtlich von Bedeutung, eingeschossig, massiv, Fenster mit dreiteiligen Oberlichtern, Satteldach, Bergetür | 08985511 |
| Direkt Bild zu diesem Denkmal hochladen | Bauernhaus                                                                 | Zur Mühle 19 (Karte)                                          | 1. Hälfte 19. Jahrhundert                     | Relikt der ursprünglichen Dorfbebauung, baugeschichtlich von Bedeutung, eingeschossig, massiv, alte Fenster, zum Teil Winterfenster, hölzerner Traufe, Giebelaufbau mit Firstständer und Kehlbalken (ursprünglich Fachwerk?), Giebel mit zwei Rundbogenfenstern, Satteldach, Biberschwanzdeckung | 08985510 |
| Direkt Bild zu diesem Denkmal hochladen | Wohnhaus                                                                   | Zur Mühle 23 (Karte)                                          | Um 1880                                       | Putzbau mit ornamentalem Kunststeingewände, weitgehend im ursprünglichen Aussehen erhalten, baugeschichtlich von Bedeutung, eingeschossig mit Drempel bzw. Sockelgeschoss, Eckquaderung, originale Fenster und Tür, Satteldach, Biberschwanz-Kronendeckung | 08985509 |
| Direkt Bild zu diesem Denkmal hochladen | Wohnhaus mit hinterem Anbau, Scheune und Seitengebäude eines Dreiseithofes | Zur Mühle 24 (Karte)                                          | Ende 19. Jahrhundert                          | In seiner Struktur erhaltener Dreiseithof, baugeschichtlich und wirtschaftsgeschichtlich von Bedeutung. - Wohnhaus: zweigeschossig, massiv, profilierte Gewände und Sohlbänke, originale Fenster und Winterfenster, Satteldach (Putz 50er Jahre) - Seitengebäude: eingeschossig mit Drempel, Gesims, Taubenschlag, Bergetür, Satteldach, Biberschwanzdeckung, rückwärtiger Anbau, Giebel mit zwei Rundbogenfenstern - Scheune: Holzkonstruktion, verbrettert, Satteldach | 08985508 |

## Koblenz
| Bild                                    | Bezeichnung | Lage                                            | Datierung                  | Beschreibung | ID       |
| --------------------------------------- | --- | ----------------------------------------------- | -------------------------- | --- | -------- |
|                                         | Denkmal für die Gefallenen des Ersten Weltkrieges                                                               | Dorfstraße (gegenüber Gasthof) (Karte)          | Nach 1918                  | Ortsgeschichtlich von Bedeutung, ca. 2 m hohe Granitstele mit Inschrift „1914 – 1918 / Unseren tapferen Beschützern und im Weltkriege gefallenen Helden zum ehrenden Gedächtnis gewidmet“, Namensliste, „Gemeinde Koblenz“, eingefasst von gärtnerisch gestalteter Anlage                                                                | 08990730 |
|                                         | Steigerturm; Schlauchturm und Feuerwehrhaus                                                                     | Dorfstraße (Karte)                              | Um 1900                    | Ortsgeschichtlich von Bedeutung, dreigeschossiger Schlauchturm, Obergeschoss verbrettert, Satteldach, rückwärtiger Anbau mit Satteldach, Biberschwanzdeckung, Fenster eingesetzt | 08990728 |
|                                         | Wohnhaus | Dorfstraße 3 (Karte)                            | Um 1840                    | Heute Forstamt, eingeschossiger Bau mit Fachwerkteil, baugeschichtlich von Bedeutung, hinterer Teil massiv, Fachwerkkonstruktion weitgehend erhalten, im Giebel ein liegendes Fenster, Krüppelwalmdach, Biberschwanzdeckung, zwei Fledermausgaupen                                                                                       | 08990729 |
| Direkt Bild zu diesem Denkmal hochladen | Scheune | Dorfstraße 21 (Karte)                           | 18. Jahrhundert und später | Holzscheune mit alter Fachwerkkonstruktion (Andreaskreuzen), baugeschichtlich von Bedeutung, unterer Bereich Hofseite ausgeblockt, zwei Gefache Fachwerk mit übergreifenden Andreaskreuzen, sonst verbrettert, Drempel, Satteldach | 08990732 |
| Direkt Bild zu diesem Denkmal hochladen | Östliche Scheune eines Dreiseithofes                                                                            | Dorfstraße 23 (Karte)                           | 18. Jahrhundert            | Ständerbau mit Andreaskreuzen und Blockbauweise, regionaltypisch, Relikt alter, ländlicher Bauweise, im oberen Teil ein Gefach mit übergreifenden Andreaskreuzen, Giebelseite in dem Bereich verbrettert, Satteldach | 08990731 |
|                                         | Nördliche Scheune eines Dreiseithofes                                                                           | Dorfstraße 24 (Karte)                           | 18. Jahrhundert            | Regionaltypische, aber inzwischen seltene Fachwerkscheune mit Andreaskreuzen, baugeschichtlich von Bedeutung, unterer Teil ausgeblockt, darüber zwei Gefache mit übergreifenden Andreaskreuzen, Giebel verbrettert, Satteldach | 08990725 |
| Direkt Bild zu diesem Denkmal hochladen | Wohnstallhaus                                                                                                   | Mittelstraße 6 (Karte)                          | 2. Hälfte 19. Jahrhundert  | Obergeschoss Fachwerk verbrettert, baugeschichtlich von Bedeutung, Erdgeschoss massiv, gering verändert, Obergeschoss weitgehend in der Konstruktion erhalten, im hinteren Teil liegendes Fenster, Satteldach, Biberschwanzkronendeckung                                                                                                 | 08990727 |
| Direkt Bild zu diesem Denkmal hochladen | Nördliches Wohnhaus, westliche Scheune und südliches Seitengebäude über winkligem Grundriss eines Vierseithofes | Mittelstraße 10 (Karte)                         | 1. Hälfte 19. Jahrhundert  | Wohnhaus Obergeschoss Fachwerk, erhaltene Hofstruktur, baugeschichtlich und wirtschaftsgeschichtlich von Bedeutung. - Wohnhaus: Erdgeschoss massiv, zweiriegeliges Fachwerk, Diagonalstreben, Satteldach, Biberschwanzdeckung - Nebengebäude: verputzt, Segmentbogenfenster, Satteldach, Biberschwanzkronendeckung, Hof nicht zugänglich | 08990726 |
|                                         | Wegestein | Mortkaer Straße (Flur 2, Flurstück 9/2) (Karte) | 19. Jahrhundert            | Verkehrsgeschichtlich von Bedeutung, ca. 1,50 m hoher Granitstein mit flachpyramidalem Abschluss, Schaft grob behauen, Schriftfelder geglättet | 08990733 |
|                                         | Denkmal für die Gefallenen des Zweiten Weltkrieges in gärtnerisch gestalteter Anlage                            | Mortkaer Straße 5 (gegenüber) (Karte)           | Nach 1945                  | Naturstein, ortsgeschichtlich von Bedeutung, unregelmäßige Granitstele auf Sockel, ca. 2,70 m, Inschrift: „Wir mahnen / 25 deutsche Soldaten gef. 21. April 1945“, eingefasst von Lebensbäumen und Tannen im Halbrund aufgestellt | 08990734 |

## Lippen
| Bild                                    | Bezeichnung  | Lage                                                         | Datierung              | Beschreibung | ID       |
| --------------------------------------- | ------------ | ------------------------------------------------------------ | ---------------------- | --- | -------- |
| Direkt Bild zu diesem Denkmal hochladen | Wegestein    | (Flur 3, Flurstück 146) (Karte)                              | Anfang 19. Jahrhundert | Verkehrsgeschichtlich von Bedeutung, ca. 1,50 m hohe Granitstele mit pyramidalem Abschluss | 08985786 |
| Direkt Bild zu diesem Denkmal hochladen | Wegestein    | (nordöstlich vom Ort/Richtung Bärwalde, Betonstraße) (Karte) | 19. Jahrhundert        | Verkehrsgeschichtlich von Bedeutung, ca. 1,20 m hoher Granitstein, viereckiger Sockel mit zwei abgefasten Ecken, obere Hälfte des Wegesteins dreieckig und mit flachem, zeltartigem Abschluss                                                                                           | 08985458 |
|                                         | Gedenkstätte | Lindenstraße (am Ortseingang) (Karte)                        | Nach 1945              | Gärtnerisch gestaltete Anlage mit großem Kreuz und 15 Grabhügeln, ortsgeschichtlich von Bedeutung, befestigter Weg mit seitlichen Findlingen, großes Granitkreuz (zweiteilig, ca. 2,80 m) mit Inschrift: „Den Toten der Heimat“, 15 angedeutete Grabhügel im Halbkreis hinter dem Kreuz | 08985457 |

## Litschen
| Bild                                    | Bezeichnung                                     | Lage | Datierung                 | Beschreibung | ID       |
| --------------------------------------- | ----------------------------------------------- | --- | ------------------------- | --- | -------- |
|                                         | Sühnekreuz                                      | (am alten Turnplatz) (Karte)                                                                              | 15.–17. Jahrhundert       | Ortsgeschichtlich von Bedeutung, Naturstein, schmal nach oben gezogener Stein in Kreuzform (gestreckte Proportion, ohne Inschrift und Bezeichnung) | 09223019 |
| Direkt Bild zu diesem Denkmal hochladen | Grenzstein                                      | (Flur 1, Flurstück 401) (Karte)                                                                           | 19. Jahrhundert           | Ortsgeschichtlich von Bedeutung, ca. 30 cm hoher Granit, oben angerundet | 08985471 |
| Direkt Bild zu diesem Denkmal hochladen | Wegestein                                       | (Gemarkung Hermsdorf, Flur 2a, Flurstück 3) (Karte)                                                       | 19. Jahrhundert           | Verkehrsgeschichtlich von Bedeutung, ca. 1 m hoher Granitstein mit pyramidalem Abschluss, Schriftfelder geglättet, Schrift erneuert | 08985472 |
| Direkt Bild zu diesem Denkmal hochladen | Wegestein                                       | (Flur 1, Flurstück 401) (Karte)                                                                           | 19. Jahrhundert           | Verkehrsgeschichtlich von Bedeutung, ca. 1 m hohe Stele mit flachpyramidalem Abschluss | 08985470 |
| Direkt Bild zu diesem Denkmal hochladen | Wegestein                                       | (Flur 1, Flurstücke 396, 389) (Karte)                                                                     | 19. Jahrhundert           | Verkehrsgeschichtlich von Bedeutung, ca. 1 m hoher Granitstein mit flachpyramidalem Abschluss, Inschrift erneuert | 08985468 |
| Direkt Bild zu diesem Denkmal hochladen | Seitengebäude mit Oberlaube eines Dreiseithofes | Am Dorfanger 20 (Zum Neuhof 1) (Karte)                                                                    | Um 1800                   | Obergeschoss mit Sichtfachwerk und Oberlaube, im Ort singulär, wertvolles Zeugnis der ländlichen Architektur, baugeschichtlich von Bedeutung. Erdgeschoss massiv, Granitgewände, Obergeschoss mit zweiriegeligem Fachwerk mit Diagonalstreben, Oberlaube über 3/4 der Hofseite, Brüstung verbrettert, eine Giebelseite massiv, beide Giebel verbrettert, Satteldach, Biberschwanz-Kronendeckung (ursprünglich auch unter Am Dorfanger 20 geführt).                                                | 08985657 |
| Direkt Bild zu diesem Denkmal hochladen | Wegestein                                       | Am Dorfanger 21 (vor) (Karte)                                                                             | 19. Jahrhundert           | Verkehrsgeschichtlich von Bedeutung, ca. 1,20 m hoher Granitstein, Schaft mit abgefasten Ecken, oberes Viertel kubusartig, mit aufgemalten Schriften, flacher pyramidaler Abschluss | 08985476 |
| Direkt Bild zu diesem Denkmal hochladen | Wohnstallhaus                                   | Am Dorfanger 23 (Karte)                                                                                   | 2. Hälfte 19. Jahrhundert | Eines der wenigen im Dorf erhaltenen Fachwerk-Gebäude, baugeschichtlich von Bedeutung. Erdgeschoss massiv, im Wohnteil Fenster und Tür mit angeputzten Faschen, alte Fenster, Obergeschoss mit zweiriegeligem Fachwerk mit Eckstreben, alte Fenster, Bergetür, Giebelspitze verbrettert, Satteldach, Biberschwanz-Kronendeckung, zwei Fledermausgaupen, im hinteren Gebäudeteil bauliche Veränderungen.                                                                                           | 08985477 |
| Direkt Bild zu diesem Denkmal hochladen | Wegestein                                       | Hermsdorfer Weg (Flur 1, Flurstück 373; die Gemarkung Hermsdorf, Flur 4, Flurstück 56 tangierend) (Karte) | 19. Jahrhundert           | Verkehrsgeschichtlich von Bedeutung, ca. 1 m hoher Granit, grob behauen, flacher Abschluss, Aufschrift erneuert | 08985464 |
| Direkt Bild zu diesem Denkmal hochladen | Wegestein                                       | Hermsdorfer Weg (Flur 1, Flurstücke 374, 375, 376) (Karte)                                                | 19. Jahrhundert           | Verkehrsgeschichtlich von Bedeutung, ca. 1 m hoher, grob behauener Granit mit verwittertem, einst pyramidalem Abschluss, geglättete Schriftfelder, Schrift erneuert | 08985466 |
| Direkt Bild zu diesem Denkmal hochladen | Wegestein                                       | Hermsdorfer Weg (Flur 1, Flurstück 373; die Gemarkung Hermsdorf, Flur 4, Flurstück 56 tangierend) (Karte) | 19. Jahrhundert           | Verkehrsgeschichtlich von Bedeutung, ca. 1 m hoher, grob behauener Granit, ursprünglich vermutlich mit abgerundetem Abschluss, inzwischen im oberen Teil stark verwittert, Schriftfelder geglättet, Schrift erneuert | 08985465 |
| Direkt Bild zu diesem Denkmal hochladen | Wegestein                                       | Zum Neuhof (Ecke Uhyster Straße) (Karte)                                                                  | 19. Jahrhundert           | Verkehrsgeschichtlich von Bedeutung, ca. 1,40 m hohe Granitstele mit abgefasten Ecken, quaderförmigem Aufsatz und flachpyramidalem Abschluss, Schrift erneuert | 08985479 |
| Direkt Bild zu diesem Denkmal hochladen | Seitengebäude mit Oberlaube eines Dreiseithofes | Zum Neuhof 1 (Am Dorfanger 20) (Karte)                                                                    | Um 1800                   | Obergeschoss mit Sichtfachwerk und Oberlaube, im Ort singulär, wertvolles Zeugnis der ländlichen Architektur, baugeschichtlich von Bedeutung. Erdgeschoss massiv, Granitgewände, Obergeschoss mit zweiriegeligem Fachwerk mit Diagonalstreben, Oberlaube über 3/4 der Hofseite, Brüstung verbrettert, eine Giebelseite massiv, beide Giebel verbrettert, Satteldach, Biberschwanz-Kronendeckung (ursprünglich auch unter Am Dorfanger 20 geführt).                                                | 08985657 |
| Direkt Bild zu diesem Denkmal hochladen | Wohnhaus                                        | Zum Neuhof 52 (Karte)                                                                                     | Um 1880                   | Landschaftstypischer Backsteinbau, weitgehend intaktes Wand-Öffnungs-Verhältnis, sparsame Gliederung, baugeschichtlich von Bedeutung, zweigeschossig, Bruchstein-Sockel, Erdgeschoss mit Segmentbogen-Verdachungen, Gurtgesims als Deutsches Band, abgesetzte Traufe, Kastenfenster (aus späterer Zeit), im Giebel zwei Rundbogenfenster mit originaler Sprossung, Krüppelwalmdach, neu eingedeckt, Giebelseite mit Kellerzugang, bis August 2011 irrtümlich unter Neudorf 52 in der Denkmalliste | 08985473 |

## Mortka
| Bild                                    | Bezeichnung                                                                                              | Lage                                                                          | Datierung                 | Beschreibung | ID       |
| --------------------------------------- | --- | ----------------------------------------------------------------------------- | ------------------------- | --- | -------- |
| Direkt Bild zu diesem Denkmal hochladen | Gedenkstein für einen Feldgottesdienst vom Kriegerverein zum 47. Geburtstag Kaiser und König Wilhelm II. | (westlich vom Silbersee, Gemarkung Weißkollm, Flur 5, Flurstück 14/2) (Karte) | Bezeichnet mit 02.09.1906 | Umstehend sechs kleine Steine, regionalgeschichtlich von Bedeutung, Granitstele, ca. 2,30 m, nach oben sich verjüngend, abgeschrägt, Vorder- und Rückseite mit Inschrift, umstehend sechs kleine abgerundete Granitsteine von den einzelnen Kriegervereinen | 08985531 |
| Direkt Bild zu diesem Denkmal hochladen | Seitengebäude und Scheune eines Dreiseithofes                                                            | Koblenzer Straße 30 (Karte)                                                   | Bezeichnet mit 1902       | Zwei der wenigen weitgehend ursprünglich erhaltenen Gebäude im Dorf, baugeschichtlich und wirtschaftsgeschichtlich von Bedeutung. - Seitengebäude: eingeschossig mit Drempel, massiv (Naturstein/Ziegel), Putz fehlt größtenteils, Gesims, Bergetüren, Taubenausflugslöcher, Giebel mit zwei Rundbogenfenstern, durchgehender Sohlbank und betontem Kämpfer, seitlich und in der Giebelspitze Oculi mit Ornament, Reste von Ecklisenen mit Quaderung, Satteldach - Scheune: Sockelbereich massiv, sonst Fachwerk, zwei große Tore, Satteldach - Wohnhaus mit Fachwerk und Oberlaube nach Sanierung ohne Denkmalwert | 08985488 |
| Direkt Bild zu diesem Denkmal hochladen | Seitengebäude eines Dreiseithofes                                                                        | Koblenzer Straße 40 (Karte)                                                   | Um 1880                   | Zeittypischer Putzbau mit aufwendig gestalteter Giebelseite, baugeschichtlich von Bedeutung, eingeschossig mit Drempel, Ecklisenen mit Putzquaderung, Segmentbogenfenster, profiliertes Gesims, Drempel mit Rosetten mit Zierornament, Giebel mit zwei Rundbogenfenstern mit durchgehender Sohlbank und betontem Kämpfer, originale Fenster, Oculus, Giebeleinfassung profiliert, Satteldach, Biberschwanzdeckung, zwei liegende Dachfenster | 08985487 |

## Riegel
| Bild                                    | Bezeichnung                                                           | Lage                                       | Datierung                 | Beschreibung | ID       |
| --------------------------------------- | --------------------------------------------------------------------- | ------------------------------------------ | ------------------------- | --- | -------- |
| Direkt Bild zu diesem Denkmal hochladen | Nebengebäude (Toilettenhäuschen) des ehemaligen Bahnhofes Knappenrode | Am Wald 19 (vor) (Karte)                   | Nach 1900                 | Ziegelbau mit Umgebinde und Rautenfachwerk am Giebel, von Knappenrode hierher umgesetzt, baugeschichtlich und eisenbahngeschichtlich von Bedeutung, eingeschossig, verputzt, Umgebinde mit Zierbalken, Satteldach mit Biberschwanz-Kronendeckung und zentralem Aufsatz | 08985788 |
| Weitere Bilder                          | Mühlentechnik der ehemaligen Riegeler Mühle                           | Hoyerswerdaer Straße 3 (Karte)             | 2. Hälfte 19. Jahrhundert | In einem baulich verändertem Kontext eine noch ursprünglich erhaltene technische Anlage, technikgeschichtlich von Bedeutung | 08985591 |
|                                         | Zwei Mord- und Sühnekreuze                                            | Hoyerswerdaer Straße 9 (gegenüber) (Karte) | 15.–17. Jahrhundert       | Ortsgeschichtlich von Bedeutung, ca. 1,20 m bzw. 1,30 m hohe Granitkreuze | 08985534 |
| Direkt Bild zu diesem Denkmal hochladen | Wohnhaus                                                              | Hoyerswerdaer Straße 14 (Karte)            | Um 1900                   | Putzbau mit aufwendiger Backsteingliederung, im Ort singulär, baugeschichtlich von Bedeutung, eingeschossig, mit Drempel, Traufseite mit Korbbogen, Giebelseite mit Segment- und Rundbogen, mit Backstein eingefasst, Ecklisenen mit Quaderung, Gesims mit doppeltem Deutschem Band, Traufe mit Konsolfries, zentraler Dacherker, Satteldach, unpassende Kunststofffenster | 08985536 |
| Direkt Bild zu diesem Denkmal hochladen | Blockscheune                                                          | Hoyerswerdaer Straße 15 (Karte)            | Vor 1900                  | Regionaltypisch, ursprüngliche Konstruktion weitgehend erhalten, baugeschichtlich und wirtschaftsgeschichtlich von Bedeutung, Blockkasten mit zentraler Durchfahrt, Satteldach | 08985533 |

## Steinitz
| Bild                                    | Bezeichnung                                                             | Lage                                                 | Datierung           | Beschreibung | ID       |
| --------------------------------------- | ----------------------------------------------------------------------- | ---------------------------------------------------- | ------------------- | --- | -------- |
|                                         | Sächsisch-Preußischer Grenzstein: Pilar Nr. 106 sowie vier Läufersteine | (Flur 2, Flurstück 125) (Karte)                      | Nach 1828           | Siehe auch Sachgesamtheitsdokument – Obj. 09305644; vermessungsgeschichtlich und landesgeschichtlich von Bedeutung als Zeitdokument der historischen Grenzziehung zwischen Sachsen und Preußen nach dem Wiener Kongress 1815. Pyramidenstumpf (Grundmaß 53 × 53 cm) aus Granit mit gegenüberliegend eingemeißelter Nummer 106 und Landeskürzel K.P./ K.S. direkt auf der Grenzlinie; zugehörig vier Läufersteine in unregelmäßigen Abständen auf der Grenzlinie. | 09305614 |
|                                         | Sächsisch-Preußischer Grenzstein: Pilarpaar Nr. 107                     | (Flurstück 60) (Karte)                               | Nach 1828           | Siehe auch Sachgesamtheitsdokument – Obj. 09305644; vermessungsgeschichtlich und landesgeschichtlich von Bedeutung als Zeitdokument der historischen Grenzziehung zwischen Sachsen und Preußen nach dem Wiener Kongress 1815. Zwei Pyramidenstümpfe (Grundmaß 53 × 53 cm) aus Granit mit eingemeißelter Nummer 107 und Landeskürzel K.P./ K.S. Die Pilare wurden 1997 umgesetzt, da sie am alten Standort dem Kaolintagebau weichen mussten.                     | 09305620 |
|                                         | Wegestein                                                               | Alte Bautzener Straße (Ecke Spreestraße) (Karte)     | 19. Jahrhundert     | Verkehrsgeschichtlich von Bedeutung, ca. 1,20 m hoher Granitstein, oben abgerundet, Schriftfelder spiegelartig zurückgesetzt, farblich erneuert | 08985593 |
| Weitere Bilder                          | Mord- und Sühnekreuz                                                    | Alte Bautzener Straße (Ecke Spreestraße) (Karte)     | 15.–17. Jahrhundert | Ortsgeschichtliche Bedeutung, ca. 1 m hohes Granitkreuz | 08985592 |
| Direkt Bild zu diesem Denkmal hochladen | Wegestein                                                               | Alte Bautzener Straße (Ecke Mortkaer Straße) (Karte) | 19. Jahrhundert     | Verkehrsgeschichtlich von Bedeutung, ca. 80 cm hoher Granitstein mit gerundetem Abschluss, Schriftfelder als Spiegel zurückgesetzt, Schrift erneuert | 08985489 |
| Weitere Bilder                          | Grenzstein                                                              | Alte Bautzener Straße (Ecke Spreestraße) (Karte)     | 19. Jahrhundert     | Verkehrsgeschichtlich von Bedeutung, ca. 80 cm hohe, nach oben sich verjüngende Granitstele | 08985495 |
| Direkt Bild zu diesem Denkmal hochladen | Hölzerne Handschwengelpumpe                                             | Am Sportplatz 14 (vor) (Karte)                       | Um 1900             | Kulturgeschichtlich von Bedeutung | 08985493 |

## Tiegling
| Bild                                    | Bezeichnung | Lage                                                   | Datierung       | Beschreibung | ID       |
| --------------------------------------- | ----------- | ------------------------------------------------------ | --------------- | --- | -------- |
| Direkt Bild zu diesem Denkmal hochladen | Wegestein   | (Gemarkung Weißkollm, Flur 7, Flurstück 164/4) (Karte) | 19. Jahrhundert | Verkehrsgeschichtlich von Bedeutung, ca. 1,30 m hoher Granitstein, im unteren Teil mit abgefasten Ecken, im oberen Teil Quader mit flachpyramidalem Abschluss | 08985537 |

## Weißig
| Bild                                    | Bezeichnung | Lage                                                   | Datierung                                  | Beschreibung | ID       |
| --------------------------------------- | --- | ------------------------------------------------------ | ------------------------------------------ | --- | -------- |
| Direkt Bild zu diesem Denkmal hochladen | Denkmal zum 100. Jahrestag der Befreiungskriege von 1813 | (südwestlich von Weißig, Flur 1, Flurstück 94) (Karte) | Bezeichnet mit 1913                        | Obeliskartiges Naturstein-Monument mit Einfassung, landesgeschichtlich von Bedeutung, ca. 10 m hoch, zweifach abgestufter Sockel mit übergiebelter Nische mit Schrifttafel: „18. Mai 1813/An dieser Stelle führten unter General York 8000 preussische und russische Soldaten in treuer Waffenbrüderschaft am Vorabend der Schlacht von Bautzen ein schweres Gefecht gegen 14000 Mann der französischen Okkupationsarmee unter Lauriston“, im oberen Teil fehlt eine Schrifttafel, darüber die Jahreszahlen 1813–1913/18. Mai, mit Eichenblatt-Kranz | 08985502 |
| Direkt Bild zu diesem Denkmal hochladen | Wegestein | (Flur 2, Flurstück 20) (Karte)                         | 19. Jahrhundert                            | Verkehrsgeschichtlich von Bedeutung, ca. 1,30 m hoher Granitstein mit flachpyramidalem Abschluss, geglättete Schriftfelder, Schrift erneuert | 08985500 |
|                                         | Sächsisch-Preußischer Grenzstein: Pilar Nr. 105 sowie 9 Läufersteine | (Gemarkung Steinitz, Flur 2, Flurstück 181) (Karte)    | Nach 1828                                  | Siehe auch Sachgesamtheitsdokument – Obj. 09305644; vermessungsgeschichtlich und landesgeschichtlich von Bedeutung als Zeitdokument der historischen Grenzziehung zwischen Sachsen und Preußen nach dem Wiener Kongress 1815. Pyramidenstumpf (Grundmaß 53 × 53 cm) aus Granit mit gegenüberliegend eingemeißelter Nummer 105 und Landeskürzel K.P./ K.S. direkt auf der Grenzlinie; zugehörig neun Läufersteine in unregelmäßigen Abständen auf der Grenzlinie. | 09305613 |
|                                         | Östliches Wohnhaus mit winkligem Stallscheunenanbau, westliche Scheune und Seitengebäude eines Dreiseithofes, Scheune im hinteren Grundstücksteil sowie Toreinfahrt und Zaunsäulen, Hofbaum, Vorgarten, Streuobstwiese und Brunnen | Am Eichberg 18 (Karte)                                 | Mitte 19. Jahrhundert                      | Hochgradig im ursprünglichen Aussehen erhaltene beispielhafte Hofanlage für das bäuerliche Leben im 19. Jahrhundert, baugeschichtlich und wirtschaftsgeschichtlich von Bedeutung; Scheune im hinteren Grundstücksteil sowie möglicherweise Zaunsäulen und Brunnen abgerissen. - Wohnhaus mit Stallanbau: eingeschossig, mit Drempel, massiv, verputzt, Gesims, Giebelseite mit Ecklisenen, zwei Rundbogenfenster mit durchgehender Sohlbank, betonter Kämpferzone, Oculus, Satteldach, Biberschwanz-Kronendeckung, historische Grundrissstruktur - rückwärtige Scheune: zur Feldseite zweiflügeliges Tor, zur Hofseite geöffnet, zum Teil verbrettert, Taubenschlag, Satteldach, Biberschwanz-Kronendeckung - daneben: Stall, zweigeschossig, Backstein, Segmentbogen-Tür, Lüftungsschlitze, Taubenausflugslöcher, Satteldach - 2. Scheune (giebelständig zur Straße): Backstein, hofseitig zwei Tore, das auf der Mittelachse als Durchfahrt, Lüftungsschlitze als Gestaltungsornament, Satteldach, Biberschwanz-Kronendeckung - Einfriedungspfeiler: verputzt, Putzornament mit Spiegel und Gesims, pyramidaler Abschluss, auf der Streuobstwiese verbretterter Schuppen mit Satteldach, Vorgarten eingefasst durch Lattenzaun | 08985497 |
|                                         | Wohnhaus, Seitengebäude und Scheune eines Dreiseithofes | Am Eichberg 37 (Karte)                                 | 2. Hälfte 19. Jahrhundert                  | Weitgehend in ursprünglichem Aussehen erhaltene Gebäude, baugeschichtlich und ortsbildprägend von Bedeutung. - Wohnhaus: eingeschossig mit Drempel, Segmentbogenfenster mit originaler Sprossung und Winterfenster, hölzerner Eingangsvorbau, Satteldach, Biberschwanzdeckung - Scheune: verputzter Backsteinbau, ornamentale Lüftungsöffnungen, zum Teil noch Gurtgesims, obere Zone zum Hof verbrettert, zwei Durchfahrten, Krüppelwalmdach, Biberschwanzdeckung | 08985501 |
| Weitere Bilder                          | Herrenhaus, zwei Nischenfiguren im Eingangsbereich, zwei Wirtschaftsgebäude und Gutspark eines Rittergutes | Am Eichberg 42 (Karte)                                 | 18. Jahrhundert (Schloss und Nischenfigur) | Aufwendig wieder hergestelltes Barockschlösschen, baugeschichtlich und ortsgeschichtlich von Bedeutung, zweigeschossig, an den Längsseiten Kastenfenster mit Schlagläden, segmentbogiger Eingang mit Granitgewände, alte Tür, davor Altan mit vier Säulen, Mansardwalmdach mit Gaupen und zentralem Dachhaus mit Anschwüngen, zwei Fledermausgaupen, Biberschwanzdeckung, rückseitig und seitlich eingeschossige Anbauten, Figuren: Sandstein, männliche und weibliche Figur mit höfischer Kleidung, kunsthistorisch wertvoll, zwei Nebengebäude: eingeschossige Putzbauten, zum Teil noch Putzgliederung erhalten, Krüppelwalmdach, Biberschwanz-Kronendeckung | 08985499 |
| Direkt Bild zu diesem Denkmal hochladen | Hölzerne Handschwengelpumpe | bei Am Eichberg 42 (beim Schloss) (Karte)              | Um 1900                                    | Kulturgeschichtlich von Bedeutung, ca. 1,40 m hoch | 08985498 |

## Weißkollm
| Bild                                    | Bezeichnung                                                                         | Lage                                            | Datierung                                                    | Beschreibung | ID       |
| --------------------------------------- | ----------------------------------------------------------------------------------- | ----------------------------------------------- | ------------------------------------------------------------ | --- | -------- |
|                                         | Villa                                                                               | Auf dem Gut 5 (Karte)                           | Um 1910                                                      | Putzbau mit Reformstilelementen aus der Zeit um 1910, Bestandteil des ehemaligen Gutes, baugeschichtlich und ortsgeschichtlich von Bedeutung, unregelmäßiger Grundriss, Gurtgesimse, zum Teil profiliert, Fenster ohne Gewände aber mit Schlussstein, größtenteils unpassende Fenster ohne Teilung, verschiedene Dachausbauten, zum Teil nicht original (Balkon im Dachbereich), Mansarddach, Biberschwanz-Kronendeckung, unter den Sohlbänken angerauhte und farblich abgesetzte Putzspiegel                                                                           | 08985602 |
|                                         | Wohnhaus                                                                            | Auf dem Gut 6 (Karte)                           | Um 1920                                                      | Putzbau mit sparsamer Gliederung und zeittypischem Mansarddach, Teil des Gutes, baugeschichtlich und ortsgeschichtlich von Bedeutung, eingeschossig mit Kniestock, ca. 1 m Backsteinsockel, im Dachgeschoss unterhalb der Fenster angerauhte Putzfelder, zum Teil noch originale Türen, Fenster denkmalgerecht erneuert, seitlich offene Halle, verschiedene Dacherker mit Schleppdach oder Satteldach, zentraler Dacherker bis zur Firsthöhe mit Walmdach, Mansarddach mit Biberschwanz-Kronendeckung, rückwärtiger Flügel neu                                         | 08985601 |
| Direkt Bild zu diesem Denkmal hochladen | Turbinenhaus mit den beiden integrierten Wehranlagen und Brücke                     | Auf dem Gut 11 (neben) (Karte)                  | 1910 (Fußgängerbrücke); 1917/1918 (Turbinenhaus)             | Ehemals energetischer Bestandteil der Gutswirtschaft „Schloss Weißkollm“, eines der wenig erhaltenen Anlagenteile aus dem ehemaligen Gutshof und letzter Zeitzeuge früher industrieller Energiegewinnung durch Wasserkraft und der damaligen Wasserkunst für die Wasserhaltung der Teiche in Weißkollm, technikgeschichtlich und ortsbildprägend von Bedeutung | 09307250 |
| Direkt Bild zu diesem Denkmal hochladen | Forsthaus und Nebengebäude                                                          | Bahnhofsweg 10 (Karte)                          | Um 1900                                                      | Ziegelbauten mit preußischem Fachwerk, baugeschichtlich und ortsgeschichtlich von Bedeutung. - Wohnhaus: eineinhalbgeschossig, risalitartige Vorbauten mit Dacherker, Erdgeschoss mit Fensterläden, originale Tür, Giebel mit Gespränge, Satteldach, Biberschwanzdeckung, T-förmiger Grundriss - Nebengebäude: eingeschossig, Backstein, preußisches Fachwerk, Satteldach, Biberschwanzdeckung | 08985595 |
|                                         | Gedenkstein für Fritz Kube                                                          | Bei Dorfstraße 1 (unterhalb der Schule) (Karte) | Nach 1978                                                    | Ortsgeschichtlich von Bedeutung, Naturstein mit Schrifttafel mit Büstenbild: „Fritz Kube 1899–1978/Antifaschistischer Widerstandskämpfer/Aktivist der ersten Stunde/1945/46 Organisator der demokratischen Bodenreform im Kreis Hoyerswerda“ | 08985600 |
|                                         | Denkmal für die Gefallenen des Ersten Weltkrieges                                   | Dorfstraße 24 (neben) (Karte)                   | Nach 1918                                                    | Ortsgeschichtlich von Bedeutung, ca. 2 m hoher Granitkubus mit polierter Platte mit Inschrift: „Zur Ehrung der im Weltkriege 1914-1918 gefallenen Helden aus Weisskolm“ und Namensliste, Aufsatz in Form des Eisernen Kreuzes | 08985599 |
|                                         | Friedhofskapelle, Parentationshalle und Gedenkstein für die Toten beider Weltkriege | Neben Dorfstraße 61 (auf dem Friedhof) (Karte)  | 1920er Jahre (Friedhofsbestandteil); nach 1945 (Gedenkstein) | Kapelle mit Ostturm mit Eingangshalle, ortshistorische Bedeutung. Putzbau mit Rundbogenfenstern, offene Eingangshalle am Turm mit Korbbogen, korbbogiger Eingang mit originaler Tür, Eingangshalle halbrund, sonst Türen rechteckig, Pyramidendach, Satteldach, Biberschwanz-Kronendeckung. Parentationshalle: Putzbau, Segmentbogentür und -fenster, Satteldach, Biberschwanz-Kronendeckung. Gedenkstein: Findling mit gärtnerisch gestalteter Anlage „Den Toten der Heimat“.                                                                                          | 08985540 |
| Direkt Bild zu diesem Denkmal hochladen | Wohn- und Verwaltungsgebäude                                                        | Geißlitzer Straße 8a (Karte)                    | Um 1900                                                      | Putzbau mit markanten Dacherkern mit Backsteinornament, baugeschichtlich von Bedeutung, zweigeschossig, in Ecklage zu anschließendem eingeschossigen Nebengebäude, Putzbänder als Ecklisenen und zwischen den Geschossen, hohe Fenster mit Segmentbogen (Backstein), originale Fenster, Rückseite im Erdgeschoss Fenster verändert, originale Türen, Hauseingang mit Freitreppe und Stützmauern, Dacherker mit Treppengiebel, Blendbogen mit Backstein, zum Teil deutsches Band, Walmdach, Schleppgaupen, Biberschwanz-Kronendeckung                                    | 08985597 |
| Direkt Bild zu diesem Denkmal hochladen | Fabrikantenvilla und Nebengebäude                                                   | Geißlitzer Straße 19 (Karte)                    | Um 1910                                                      | Heute Forstamt, Putzbau in zeittypischer Formensprache, baugeschichtlich und ortsgeschichtlich von Bedeutung. - Wohnhaus: Natursteinsockel, zweigeschossig, rundbogiger Eingang mit kräftig profiliertem Vorbau, Freitreppe und Stützmauern, Fenster mit Schlagläden, originale Tür, erkerartiger Vorbau mit Balkon im Obergeschoss, Mansard-Walmdach, Biberschwanz-Kronendeckung - Nebengebäude: eingeschossiger Putzbau, Giebelseite verbrettert, zum Teil Fenster mit Sprossung, Walmdach mit zentralem Dachhaus mit abgeknicktem Giebel, Biberschwanz-Kronendeckung | 08985598 |
| Direkt Bild zu diesem Denkmal hochladen | Wohnhaus und Einfriedung                                                            | Mittelweg 22 (Karte)                            | Um 1890                                                      | Putzbau mit dekorativer sparsamer Gliederung, baugeschichtlich von Bedeutung, eingeschossig, Drempel, originale Fenster und Winterfenster, originale Tür, Wetterhäuschen, angeputzte Gewände mit Schlussstein, Ecklisenen mit Putzspiegel, Gurtgesims, Drempel mit Putzornament, Giebel mit Okulus, Satteldach, Einfriedung: Lattenzaun | 08985596 |

## Streichungen von der Denkmalliste

### Streichungen von der Denkmalliste (Lohsa)
| Bild | Bezeichnung          | Lage             | Datierung           | Beschreibung | ID       |
| ---- | -------------------- | ---------------- | ------------------- | --- | -------- |
|      | Mord- und Sühnekreuz | Am Markt (Karte) | 15.–17. Jahrhundert | Ortsgeschichtlich von Bedeutung, an der marktseitigen Einfriedungsmauer des ehemaligen Rittergutes gelegen, ca. 80 cm hohes Granitkreuz (oberer Kreuzabschluss fehlt) mit großem eingeritztem Schwert. Zwischen 2017 und 2024 aus der Denkmalliste gestrichen. | 08985524 |

### Streichungen von der Denkmalliste (Groß Särchen)
| Bild                                    | Bezeichnung                                   | Lage                           | Datierung                 | Beschreibung | ID       |
| --------------------------------------- | --------------------------------------------- | ------------------------------ | ------------------------- | --- | -------- |
| Direkt Bild zu diesem Denkmal hochladen | Wohnstallhaus                                 | Alte Poststraße 19 (Karte)     | 2. Hälfte 19. Jahrhundert | Putzbau mit zeittypischer Fassadengestaltung an exponierter Stelle, baugeschichtlich von Bedeutung; zwischen 2008 und 2012 abgerissen. Eingeschossig mit Drempel, Ecklisenen mit Quaderung, über dem profilierten Gurtgesims, dann Putzspiegel, Fenster mit Putzfaschen, profilierte Sohlbänke mit konsolenartigem Ornament, Giebelfenster mit durchgehender Sohlbank, Satteldach, Biberschwanz-Kronendeckung, Wand-Öffnungen weitgehend original. | 08990745 |
|                                         | Schlauchturm                                  | Am Anger 1 (gegenüber) (Karte) | Bezeichnet mit 1898       | Im ursprünglichen Aussehen erhaltener Bau mit verbretterter Holzkonstruktion, ortsgeschichtlich von Bedeutung; zwischen 2014 und 2016 abgerissen | 08990710 |
| Weitere Bilder                          | Empfangsgebäude und Nebengebäude des Bahnhofs | Am Bahnhof 9 (Karte)           | Um 1905                   | Putzbau mit zeittypischen Gliederungselementen und Zierfachwerk, baugeschichtlich und eisenbahngeschichtlich von Bedeutung. - Bahnhof: zweigeschossig, unregelmäßiger Grundriss, hoher Backsteinsockel, profilierte Gewände, überwiegend originale Fenster, alte Tür, Giebel mit Zierfachwerk, Krüppelwalmdach, Biberschwanzkronendeckung, Güterabfertigungsteil mit Preußischem Fachwerk - Nebengebäude: eingeschossig mit Drempel, Fenster mit Segmentbogen, Drempel und Giebel Preußisches Fachwerk, Satteldach, Biberschwanzkronendeckung, Lüftungsaufbau Zwischen 2017 und 2024 aus der Denkmalliste gestrichen. | 08990715 |
| Direkt Bild zu diesem Denkmal hochladen | Bauernhaus                                    | Hauptstraße 4 (Karte)          | 2. Hälfte 19. Jahrhundert | Regionaltypischer Backsteinbau, im ursprünglichen Aussehen weitgehend erhalten, baugeschichtlich von Bedeutung, eingeschossig mit Drempel, sparsame Putzgliederung, breite angeputzte Faschen, Eingangszone geglättet, kräftig profilierte Traufe, Giebel mit zwei Rundbogenfenstern und Lünette, zum Teil originale Fenster, Satteldach, Biberschwanzdeckung. Zwischen 2017 und 2024 aus der Denkmalliste gestrichen. | 08990711 |
| Direkt Bild zu diesem Denkmal hochladen | Scheune                                       | Hauptstraße 32 (Karte)         | Ende 19. Jahrhundert      | In der Konstruktion erhaltener Bau mit Preußischem Fachwerk, baugeschichtlich und wirtschaftsgeschichtlich von Bedeutung; zwischen 2014 und 2016 abgerissen. Durchfahrtstor, an der Hofseite geringe Veränderungen, Satteldach, Biberschwanzkronendeckung. | 08990721 |

### Streichungen von der Denkmalliste (Litschen)
| Bild           | Bezeichnung                                                  | Lage                    | Datierung                        | Beschreibung | ID       |
| -------------- | ------------------------------------------------------------ | ----------------------- | -------------------------------- | --- | -------- |
| Weitere Bilder | Mühlengebäude mit angebautem Wohnhaus und rückwärtigem Anbau | Am Dorfanger 47 (Karte) | Bezeichnet mit 1844 (Dachbalken) | Ursprüngliche Kubatur erhalten, rückwärtiger Teil aus technischen Gründen später aufgestockt, baugeschichtlich, technikgeschichtlich und ortsgeschichtlich von Bedeutung; nach 2014 von der Denkmalliste gestrichen | 08985481 |

## Tabellenlegende
- Bild: Bild des Kulturdenkmals, ggf. zusätzlich mit einem Link zu weiteren Fotos des Kulturdenkmals im Medienarchiv Wikimedia Commons. Wenn man auf das Kamerasymbol klickt, können Fotos zu Kulturdenkmalen aus dieser Liste hochgeladen werden:
- Bezeichnung: Denkmalgeschützte Objekte und ggf. Bauwerksname des Kulturdenkmals
- Lage: Straßenname und Hausnummer oder Flurstücknummer des Kulturdenkmals. Die Grundsortierung der Liste erfolgt nach dieser Adresse. Der Link (Karte) führt zu verschiedenen Kartendiensten mit der Position des Kulturdenkmals. Fehlt dieser Link, wurden die Koordinaten noch nicht eingetragen. Sind diese bekannt, können sie über ein Tool mit einer Kartenansicht einfach nachgetragen werden. In dieser Kartenansicht sind Kulturdenkmale ohne Koordinaten mit einem roten bzw. orangen Marker dargestellt und können durch Verschieben auf die richtige Position in der Karte mit Koordinaten versehen werden. Kulturdenkmale ohne Bild sind an einem blauen bzw. roten Marker erkennbar.
- Datierung: Baubeginn, Fertigstellung, Datum der Erstnennung oder grobe zeitliche Einordnung entsprechend des Eintrags in der sächsischen Denkmaldatenbank
- Beschreibung: Kurzcharakteristik des Kulturdenkmals entsprechend des Eintrags in der sächsischen Denkmaldatenbank, ggf. ergänzt durch die dort nur selten veröffentlichten Erfassungstexte oder zusätzliche Informationen
- ID: Vom Landesamt für Denkmalpflege Sachsen vergebene, das Kulturdenkmal eindeutig identifizierende Objekt-Nummer. Der Link führt zum PDF-Denkmaldokument des Landesamtes für Denkmalpflege Sachsen. Bei ehemaligen Kulturdenkmalen können die Objektnummern unbekannt sein und deshalb fehlen bzw. die Links von aus der Datenbank entfernten Objektnummern ins Leere führen. Ein ggf. vorhandenes Icon  führt zu den Angaben des Kulturdenkmals bei Wikidata.

## Ausführliche Denkmaltexte
1. ↑  Dehio – Handbuch der deutschen Kunstdenkmäler / Sachsen Band 1:

Evangelische Pfarrkirche Lohsa. Großer Saalbau 1637–51 erbaut, An- und Umbauten um 1750, restauriert 1960. Der Putzbau mit Walmdach, zweigeschossige Anbauten an der Süd- und Nordseite, eingezogener quadratischer Westturm. Im Inneren flache Putzdecke. Umlaufende Emporen von 1750, an der Nord- und Südseite zweigeschosssig, die im Altarraum als verglaste Logen weitergeführt werden, im Westen Orgelempore. Die Ausstattung aus der Erbauungszeit: sehr hoher Altar von 1666, Einbau der Kanzel um 1700. Viergeschossiger Aufbau mit reichem Knorpelwerk, Kreuzigungsgemälde unterhalb des Korbes, datiert 1666, in den Wangen Passionsszenen, als Abschluss geschnitzte Figur des Salvators. Schlichter Orgelprospekt von 1871 von Friedrich Ladegast, später verändert.